# آردسیو
آردسیو (به ایتالیایی: Ardesio) یک کومونه در ایتالیا است که در استان برگامو واقع شده‌است.

## خصوصیات
آردسیو ۵۳٫۷۶ کیلومترمربع مساحت و ۳٬۶۴۱ نفر جمعیت دارد.